# Уштобе (Аксуатський район)
Уштобе́ (каз. Үштөбе) — село у складі Аксуатського району Абайської області Казахстану. Входить до складу Кизилкесецького сільського округу.
Населення — 689 осіб (2021; 783 у 2009, 1032 у 1999, 1095 у 1989).
Національний склад станом на 1989 рік:
- казахи — 100 %

У радянські часи село називалось також Ленінжол.